# Capu Câmpului
Capu Câmpului – wieś w Rumunii, w okręgu Suczawa, w gminie Capu Câmpului. W 2011 roku liczyła 2214 mieszkańców.